# Norman Uprichard
William Norman McCourt Uprichard (20 de abril de 1928 - 31 de janeiro de 2011) foi um futebolista norte-irlandês que atuava como goleiro.

## Carreira
Uprichard competiu na Copa do Mundo FIFA de 1958, sediada na Suécia, na qual a sua seleção terminou na sétima colocação dentre os 16 participantes.